# Kungsholmsloka
Kungsholmsloka (Heracleum 'Kungsholm') är en flockblommig kultivar. Kungsholmsloka ingår i släktet lokor, och familjen flockblommiga växter. Kultivaren är reproducerande i Sverige.